# Николай Неделчев
Николай Неделчев, е български бизнесмен и предприемач, изпълнителен директор на Publicis MARC Group. През последните години става популярен с мащабната си колекционерска дейност. Акцентът на неговата колекция е върху българското съвременно изкуство и подпомагането на български съвременни артисти.

## Биография
Николай Неделчев e роден е на 26 септермври 1966 г. в град Пловдив. Завършва МО в УНСС през 1992 г.. През 1995 г. основава Публисис Марк Груп в град София. Син е на скулптора Трифон Неделчев, от където произтича интересът му към изкуството. Той развива голяма колекция, предимно от българско съвременно изкуство.Николай Неделчев работи и живее в София.

## Колекционерски Изложби
- 2014 „Образ и подобие“ – Национална художествена галерия, София[11]
- 2019 Поглед в депото (Или „Да колекционираш съвременно!“), Склад в Тютюневия град, Пловдив [12]
- 2019 „Образ и подобие“ – Zurab Tsereteli, Музей за съвременно изкуство, Тбилиси [13]
- 2019 Модернизъм и авангард. Българската преспектива - Structura Gallery, София [14]
- 2021 От друга страна / On the Flipside -  Little Bird Place, София[15]

## Каталози
- 2015 Image and likeness, National art gallery, Catalog, Nikolay Nedelchev collection[16]